# Dolichopus factivittatus
Dolichopus factivittatus är en tvåvingeart som beskrevs av Harmston 1966. Dolichopus factivittatus ingår i släktet Dolichopus och familjen styltflugor.
Artens utbredningsområde är Indiana. Inga underarter finns listade i Catalogue of Life.